# Monochamus subcribrosus
Monochamus subcribrosus là một loài bọ cánh cứng trong họ Cerambycidae.